# Aleksandar Despić
Aleksandar Despić (srbsko Александар Деспић), srbski fizikalni kemik, predavatelj in akademik, * 6. januar 1927, Beograd, † 7. april 2005, Beograd.
Despić je deloval kot redni profesor za fizikalno kemijo za Tehnološki fakulteti v Beogradu in bil dopisni član Slovenske akademije znanosti in umetnosti (od 25. marca 1976).